# TRUE KiSS DESTiNATiON (アルバム)
『TRUE KiSS DESTiNATiON』（トゥルー・キス・ディスティネイション）は、1999年2月17日に発売されたTRUE KiSS DESTiNATiONの1枚目のオリジナル・アルバム。

## 解説
- 当時のTRUE KiSS DiSCはまだソニー・ミュージックエンタテインメント（SME）傘下ではなかった為、インディーズとしての製作・発売となったが、販売にはSMEが協力していたため全国のCDショップで購入が可能であった。そのため外装フィルムには識別用にSMEのCD番号とバーコードのシールが貼られていた。
- コンセプトは「ちょっと高いデモテープ」であり、5万枚限定発売だった[1]。
- キック・スネア・ボーカル・ゴスペル調のコーラス・アナログシンセサイザーを前面に押し出した構成を心がけ、低音の音圧を格段に上げたミキシングを施した[2]。
- 小室は「一部のFMラジオ局では小室哲哉プロデュースというだけでかけてもらえなかったけど、本作はそのラジオ局からも純粋に音が評価され、流して頂いたのが嬉しかった」と語っている[3]。
- 本作の収録曲の多くは、メジャーデビュー後に発売された次回作『GRAVITY』にも収録されている。
- 製作者の意図で、歌詞カードは掲載されていない。

## 収録曲
| 全編曲: 小室哲哉。 |                                                  |                  |                  |       |
| #                  | タイトル                                         | 作詞             | 作曲             | 時間  |
| 1.                 | 「RESPONSIBILITY」                               | 小室哲哉         | 小室哲哉         | 5:02  |
| 2.                 | 「HOW DO YOU THINK?」                            | 小室哲哉         | 小室哲哉         | 4:41  |
| 3.                 | 「VICTIM」                                       | 小室哲哉・MARC   | 小室哲哉         | 4:37  |
| 4.                 | 「PURE MIND」                                    | 小室哲哉         | 小室哲哉         | 4:58  |
| 5.                 | 「CAN YOU DIG IT?」                              | 小室哲哉         | 小室哲哉         | 5:38  |
| 6.                 | 「PRECIOUS MOMENTS -WHEN WILL I SEE YOU AGAIN-」 | K.GAMBLE・L.HUFF | K.GAMBLE・L.HUFF | 5:19  |
| 7.                 | 「HELLO AGAIN」                                  | 小室哲哉         | 小室哲哉         | 4:53  |
| 8.                 | 「EVERYBODY'S JEALOUS」                          | 小室哲哉         | 小室哲哉         | 6:41  |
| 9.                 | 「OVER & OVER」                                  | 小室哲哉         | 小室哲哉         | 4:39  |
| 10.                | 「LONG & WINDING ROAD」                          | 小室哲哉         | 小室哲哉         | 5:10  |
| 合計時間:          | 合計時間:                                        | 合計時間:        | 合計時間:        | 51:38 |

## 曲解説
1.RESPONSIBILITY
- アルバム『GRAVITY』に別ミックスで収録されている。

2.HOW DO YOU THINK?
- 後にインディーズ5枚目のシングルとして発売された。
- 2ndシングル「Girls, be ambitious!」（マキシ盤）にリミックスが収録された。アルバム『GRAVITY』にも別ミックスで収録されている。

3.VICTIM
- インディーズ3枚目のシングル。オリジナルバージョンで収録。
- 小室は「一見英語ですんなり入っていけるけど、日本語では『懺悔』という意味」と称している通り、歌詞は全体的に厳しい表現になっている[4]。
- 小室は「この曲を作った頃に、『僕はR&B・ヒップホップでもやっていけるな』とその分野の音色を作ることに自信を持てた。今までの曲は、歌詞に疑問符を多用する程に自分がR&B・ヒップホップでやっていけるかどうか自信がなかった」と語っている[4]。
- リミックス盤（インディーズ4枚目のシングル）が発売されている。
- 3rdシングル「OVER & OVER」にはリミックスが、5thシングル「FUTURE OF THE DAY」にはオリジナルバージョンがそれぞれ収録された。アルバム『GRAVITY』にも別ミックスで収録されている。

4.PURE MIND
- 2ndシングル「Girls, be ambitious!」（8cmシングル盤）にオリジナルバージョンで収録されている。

5.CAN YOU DIG IT?
- アルバム『GRAVITY』に別ミックスで収録されている。

6.PRECIOUS MOMENTS -WHEN WILL I SEE YOU AGAIN-
- インディーズ1枚目のシングル。ザ・スリー・ディグリーズ「天使のささやき」（原題: When Will I See You Again）のカバー。オリジナルバージョンで収録。
- リミックス盤（インディーズ2枚目のシングル）が発売されている。
- 1stシングル「AFRiCA」にはオリジナルバージョンが、6thシングル「DEDICATED TO YOU」にはリミックスがそれぞれ収録された。アルバム『GRAVITY』にも別ミックスで収録されている。

7.HELLO AGAIN
- 本アルバムにしか収録されていない。

8.EVERYBODY'S JEALOUS
- 1998年に発売された『ORUMOK COMPILATION 1995 to 1998』収録のasamiソロ曲「Friday nite」のリメイク作品。
原曲では間奏にマーク・パンサーのラップが挿入されていたが本作では削除されている。
- 後に4thシングルとして別ミックスでシングルカット。アルバム『GRAVITY』にはシングルバージョンで収録されている。

9.OVER & OVER
- 後に3rdシングルとして別ミックスでシングルカット。アルバム『GRAVITY』にはシングルバージョンで収録されている。

10.LONG & WINDING ROAD
- CDのクレジットには『LONG & WIDING ROAD』とWINDINGではなくWIDINGと表記されているが誤植である。
- 歌詞は「小室視点による麻美像」を書いた[5]。
- アルバム『GRAVITY』にオリジナルバージョンで収録されている。

## クレジット

### 参加ミュージシャン
- Background Vocals : Lisa Fischer, Babi Floyd, Paulette Mcwilliams, Muriel Fowler, Elisabeth Withers
- Guitars (#1) : 小室哲哉, 松尾和博
- DJ : DRAGON
- Synthesizer Programming : 村上章久, 岩佐俊秀

### スタッフ
- Produced, Performed, Vocal Directed : 小室哲哉
- Mixed : Ken Kessie
- Mastered : Brian "BIG BASS" Garner (Bernie Grundman Mastering)
- Engineered : 若公俊広, Troy Yen Gonzalez, Jan Fairchild, 小西賢治
- Assisted : Aaron Sprague, Jason Stasium, Jason Groucott, Jan Fairchild, Jenny Knotts, Andrew Nicholls, Mike Rew, Geoff Allen, Phil Blackman, Howard Karp, Greg Collins, 佐竹央行
- Executive PR : 遠藤正則
- Logo Design : SCAMZ
- Design Manager : たけだゆか
- Art Direction, Design : 稲田 "GAKU" 学